# María López Sández
María López Sández (Lugo, 17 de septiembre de 1973) es una filóloga y ensayista española y académica de la Real Academia Galega.

## Trayectoria
López realizó sus estudios de bachillerato en el IES Lucus Augusti y se licenció en Filología Hispánica, Inglesa y Gallego-Portuguesa por la Universidad de Santiago de Compostela. Se doctoró en Teoría de la Literatura y Literatura Comparada por esta misma universidad con la tesis Descripción topográfica, su papel en la construcción de un imaginario cultural en el discurso literario gallego ("Cantares gallegos", "Arredor de sí" y el ciclo textual de "Tagen Ata"). Recibió el Premio Fin de Carrera de la Comunidad Autónoma de Galicia. López impartió docencia en educación secundaria (en el CPI Fonte Díaz de Touro y en el IES Xulián Magariños de Negreira), y fue también profesora asociada en la Facultad de Ciencias de la Educación de la USC. Su labor investigadora se ha centrado en la relación entre la literatura gallega y la imaginación paisajística y el espacio urbano, así como en el estudio de la cartografía como semiótica del espacio. 
Es autora de artículos y estudios sobre Rosalía de Castro (Rosalía y el paisaje gallego, Los efectos de la aculturación en “El cadiceño” de Rosalía de Castro). Participó en congresos internacionales con ponencias sobre Rosalía (El ensayo como subtexto en la prosa de Rosalía de Castro, Canciones gallegas, nuevas perspectivas de análisis). 
En 2022 fue elegida académica de número de la Real Academia Galega. Pronunció su discurso de ingreso (Donde mana la primavera: el paisaje en la raíz del ensayismo gallego) el 11 de marzo de 2023. Actualmente, ejerce el cargo de tesorera de la Real Academia Galega desde el 4 de abril de 2025.

## Reconocimientos
En 2007 fue reconocida con el Premio Ramón Piñeiro de Ensaio, por Paisaxe e nación. A creación discursiva do territorio. En 2012 obtuvo el Premio Repsol de Narrativa breve por A forma das nubes. En 2014, fue finalista del Premio de novela por entregas de La Voz de Galicia por O faro escuro.  Además, en 2020 fue finalista del Premio Raíña Lupa de literatura infantil y juvenil de la Diputación de A Coruña por A noite da Deusa.
En 2023, fue reconocida con el Premio 8 de Marzo del Concello de Negreira.

## Obra en gallego

### Ensayo
- Paisaxe e nación. A creación discursiva do territorio (2008). Galaxia. 216 págs. ISBN 978-84-9865-130-0.[14]
- Movendo os marcos do patriarcado en coautoría con Marilar Aleixandre. 2021[15] Traducido al castellano por las propias autoras.[16]

### Narrativa
- A forma das nubes (2012). Galaxia. 98 págs. 2ª Ed. en 2014. ISBN 978-84-9865-469-1.[17] En castellano La forma de las nubes (2015). Mar Maior. Traducción de Xosé Antonio López Silva.[18]
- O faro escuro (2015). Galaxia. 136 págs. ISBN 978-84-9865-591-9.[19]
- A noite da deusa (2020). Galaxia, Costa Oeste. 220 págs. ISBN 978-84-9151-469-5.

### Obras colectivas
- Libres e vivas (2021). Galaxia. 196 págs. ISBN  978-84-9151-586-9.[20]